# Simon József Sándor
Simon József Sándor (Fancsika, 1853. március 11. – Budapest, 1915. december 4.) bölcseleti doktor, főgimnáziumi tanár, filozófiai író, műfordító.

## Életpályája
Simon József és Nemes Zsuzsanna fiaként született. Középiskolai tanulmányait Szatmáron, az egyetemet Budapesten végezte, ahol a klasszika–filológia mellett esztétikával és bölcselettel is foglalkozott. 1878-ban szerezte meg a tanári képesítést, 1879-ben a doktori oklevelet. 1878-ban Besztercebányára ment helyettes-tanárnak, ahol a latin és német nyelvet tanította, 1879. november 22-én a zombori főgimnáziumhoz nevezték ki rendes tanárnak. 1890–93-ban Szolnokon működött, 1893-tól Losonc, majd a budapesti VI. kerületi állami főgimnázium tanára volt.
Cikkei az Egyetemes Philologiai Közlönyben (1879. Plato gondolatai a szépről, 1881. Gerevics Gusztáv: Plautus Trinummusa, ism.); a zombori állami főgymnasium Értesítőjében (1884. A szép mint agyideg-tevékenység); az Egyetértésben (1884. 314. sz. Még egy pár szó a magyar philosophiához); írt még a Magyar Nyelvőrbe, a Magyar Philosophiai Szemlébe, az Athenaeumba és a Közoktatásba.
Felesége Csicsmanczai Sebes Emília volt.

## Munkái
- Platon gondolatai a szépről. Aesthetikatörténeti értekezés. Besztercebánya, 1879
- A szép mint agyideg-tevékenység. Hegel metaphysikai aesthetikájának alapjai a panaesthesis philosophiai álláspontjáról. Budapest, 1884
- A szép mint agyidegtevékenység cz. dolgozat ügyében. Válaszul y-ő-nek és Böhm Károly úrnak a «Magyar Paedagogiai Szemle» 1884. évi szeptemberi füzetében megjelent birálatára. Budapest, 1884. (Különnyomat a Közoktatásból.)
- Platon Theaitetosa (görögöl és magyarul), bevezetéssel és jegyzetekkel. Budapest, 1890. (Ism. Egyet. Philol. Közlöny.)
- Az egységes és reális természetphilosophia alapvonalai. I. A lét filozofiája. Budapest, 1895.
- Schmitt Jenő-e, vagy én? Adalékok az ú. n. Schmitt-féle filozófia alapgondolatainak megvilágításához. Budapest, 1896.
- Hogy filozofálnak és kritizálnak a m. tudom. Akadémiában?! A filozófiai szakosztálynak megvilágítja s Alexander Bernátnak és Böhm Károlynak emlékül ajánlja. Budapest, 1897
- A Kant utáni ismeret-elméletek alapgondolatainak kritikája. Az egységes és reális ismerettan alapgondolatának megállapítása. Budapest, 1897
- Platon Euthyphronja, Sokrates védőbeszéde, Kritonja és Phaidonja. Fordítva, bevezetéssel és jegyzetekkel ellátva. Budapest, 1899
- Szemelvények Platonból. Bevezetéssel és magyarázó jegyzetekkel ellátva. Budapest, 1900. (Jeles Írók Iskolai Tára LXIII.)
- Platon Állama, fordítva, bevezetéssel és jegyzetekkel ellátva. Budapest, 1904. (Ism. Vasárnapi Ujság 24. sz.)
- A speculativ természettudomány alapgondolatai, mint az egységes érzetfilozófia rendszere. Budapest, 1904.
- Platon Sophistája, Fordította és jegyzetekkel ellátta. Budapest, 1908